# Initiative populaire « pour en finir avec les constructions envahissantes de résidences secondaires »
L'initiative populaire « pour en finir avec les constructions envahissantes de résidences secondaires », dite « initiative Franz Weber » du nom de son principal promoteur, est une initiative populaire suisse, acceptée par le peuple et les cantons le 12 mars 2012.

## Contenu
L'initiative propose d'ajouter un article 75a à la Constitution fédérale limitant à 20 % du parc des logements et de la surface brute au sol habitable le nombre accepté de résidences secondaires pour chaque commune.
Le texte complet de l'initiative peut être consulté sur le site de la Chancellerie fédérale.

## Déroulement

### Contexte historique
En 2000, environ 12 % du parc de logements de Suisse, soit environ 500 000 objets, sont des résidences secondaires. Celles-ci sont très diversement réparties sur le territoire national et se retrouvent principalement dans les régions touristiques classiques des cantons du Valais, des Grisons et du Tessin selon la statistique des bâtiments et des logements réalisée par l'Office fédéral de la statistique.
Avant le dépôt de cette initiative, la question de la limitation des résidences secondaires fait l'objet de plusieurs interventions fédérales, en particulier à la suite de l'abrogation de la lex Koller, qui restreignait l'achat d'immeubles par des étrangers. Cependant, les travaux fédéraux sur ce sujet se sont quasi-systématiquement heurtés au principe du fédéralisme selon lequel chaque canton (voire, dans le cas de l'aménagement du territoire, chaque commune) est autonome et responsable de sa propre planification.

### Récolte des signatures et dépôt de l'initiative
La récolte des 100 000 signatures nécessaires a débuté le 20 juin 2006. Le 18 décembre 2007, l'initiative a été déposée à la Chancellerie fédérale, qui a constaté son aboutissement le 18 janvier de l'année suivante.

### Discussions et recommandations des autorités
Le Conseil fédéral et le parlement recommandent tous deux le rejet de cette initiative. Dans son message aux Chambres fédérales, le Conseil fédéral relève que le taux de 20 % réclamé comme limite est déjà largement dépassé dans plusieurs régions touristiques importantes du pays ; il en déduit donc que cette initiative « équivaudrait de fait à un blocage des constructions dans ces régions et entraînerait des pertes pour le secteur de la construction et, tout au moins à court terme, pour l’économie touristique ». Il relève également que l'initiative, en demandant une application strict du plafond de 20 % par commune, ne permet pas de prendre en considération le cas des centres touristiques à dimension supra-communale ni les différences régionales. De plus, la construction est un des principaux piliers de l'économie des montagnes suisses, économie que cette initiative rendrait doublement vulnérable car elle aurait également des conséquences sur le tourisme alpin.
Pendant les débats parlementaires, un contre-projet indirect à l'initiative est proposé et accepté sous la forme d'un renforcement de la loi sur l'aménagement du territoire ; cette modification, entrée en vigueur le 1er juillet 2011, demande aux communes de prendre des mesures « visant à limiter la construction de résidences secondaires » d'ici à 2014. Cependant, malgré cette modification, les initiants dont le principal est Franz Weber, refusent de retirer leur texte, provoquant ainsi de vives réactions dans le canton du Valais où, dans certaines vallées, le taux de résidences secondaires dépassent 70 %.
Les recommandations de vote des partis politiques sont les suivantes : 
| Parti politique              | Recommandation  |
| ---------------------------- | --------------- |
| Parti bourgeois-démocratique | non             |
| Parti chrétien-social        | Liberté de vote |
| Parti démocrate-chrétien     | non             |
| Parti socialiste             | oui             |
| Vert'libéraux                | non             |
| Les Libéraux-Radicaux        | non             |
| Union démocratique du centre | non             |
| Les Verts                    | oui             |

### Votation
Soumise à la votation le 11 mars 2012, l'initiative est acceptée par 12 3/2 cantons et par 50,6 % des suffrages exprimés. Le tableau ci-dessous détaille les résultats par canton pour ce vote :

## Effets
À la suite de l'acceptation de l'initiative, le Conseil fédéral adopte, le 22 août 2012, une ordonnance dont l'entrée en vigueur est fixée au 1er janvier 2013. Cette ordonnance vise à fixer « les questions les plus pressantes » liées à la mise en œuvre de cette initiative en attendant l'adoption de la loi d'application. Cette ordonnance s'accompagne d'une annexe énumérant les 570 communes ayant, selon les autorités, dépassé la limite de 20 % de résidences secondaires.
À la suite de cette publication, certains communes font part de leur surprise de se retrouver sur la liste, telles que Denezy, dans le canton de Vaud, qui n'annonce que 2 résidences secondaires sur les 70 existantes dans la commune, ou Begnins dont le syndic estime le nombre à « une trentaine de résidences secondaires pour 1600 habitants ».
Le 3 décembre 2013, la fondation Helvetia Nostra, envoie un courrier à la conseillère fédérale Doris Leuthard pour dénoncer des fraudes massives à la Lex Weber. Ces fraudes consisteraient à transformer l'affectation d'un projet de résidence secondaire en résidence principale et auraient cours dans le canton du Valais et dans le canton de Vaud. Ce recours aux possibilités offertes par les articles 4 et 6 de l'ordonnance est quasi systématique en Valais, tout particulièrement dans les communes de Bagnes, Riddes, Nendaz, Chalais, Leytron, Chamoson. Les propriétaires et les autorités concernés spéculeraient, selon Helvetia Nostra, sur l’adoption par le Parlement d’une disposition contenue dans l’avant-projet de loi sur les résidences secondaires. Dans cet article 15, il prévoirait notamment à terme la possibilité de réaffecter en résidence secondaire une résidence principale, si le propriétaire apporte la preuve qu'il a vainement recherché des personnes disposées à occuper le logement en résidence principale. Mais dans ces régions, la demande en résidences principales est quasi nulle,.
La mise en œuvre de l'article constitutionnel sur les résidences (art. 75b Cst.) est concrétisée par la loi fédérale sur les résidences secondaires (LRS). Cette dernière est entrée en vigueur le 1er janvier 2016 et oblige toutes les communes de Suisse à établir un inventaire annuel des logements.